# Brice Leclercq
Julien Brice Leclercq (ur. 2 listopada 1978 w Paryżu) – francuski muzyk, kompozytor i instrumentalista. Brice Leclercq znany jest przede wszystkim z występów w szwedzkim zespole blackmetalowym Dissection, którego był członkiem w latach 2004-2006. Wcześniej występował w greckim zespole Nightrage i amerykańskiej formacji Sol Negro. W latach 2009–2011 współtworzył koncertowy skład norweskiej formacji Satyricon. Od 2011 roku występuje w szwedzkim zespole Ages. Jest także członkiem grupy CON.

## Dyskografia
- Nightrage - Sweet Vengeance (2003, Century Media Records)[8]
- Dissection - Reinkaos (2006, Black Horizon Records)[9]
- Dissection - Rebirth of Dissection (DVD, 2006, Escapi Music)[8]
- Dissection - Live In Stockholm 2004 (2009, Escapi Music)[8]
- Dissection - Live Rebirth (2010, High Roller Records)[1]
- Nightrage - Vengeance Descending (kompilacja, 2010, Century Media Records)
- Ages - Absent Tribulation  (SP, 2011, Record Union Records)[1]
- Ages - At the Behest of Reason  (SP, 2011, Record Union Records)[1]